# Wanze Cardinals
Les Wanze Cardinals sont un club de baseball et de softball situé à Wanze, en Belgique. Créé en 1989, le club a remporté le challenge LFBBS à trois reprises en 2000, 2002, 2004. En 2007, faute d'effectifs, le club n'a pu présenter d'équipe de baseball.